# Carlito syrichta
Tarsius syrichta hay còn gọi Cu li Phi Luật Tân, là một loài động vật có vú trong họ Tarsiidae/Cu li, bộ Linh trưởng/Linh trưởng. Loài này được Linnaeus mô tả năm 1758.
Loài này trong tiếng địa phương gọi là mawmag sống chủ yếu ở đảo Luzon, Philipin.

## Đặc điểm
Đây là một trong những loài cu li nhỏ nhất. Con trưởng thành cao chỉ khoảng 85 tới 160 mm và nặng từ 80~160 gam.
Như nhiều loài cu li khác, do cấu tạo hộp sọ loài này có đôi mắt rất to so với sọ và không di chuyển mắt được. Chúng có bộ lông mỏng với chiếc đuôi ngắn.
Thường sống về đêm, rất nhút nhát, thức ăn chủ yếu của cu li là nhện, côn trùng, thằn lằn nhỏ và đôi khi
cả chim. Thiên địch của chúng là mèo và những loài chim ăn thịt lớn và gần đây là con người (thợ săn).

## Hình ảnh

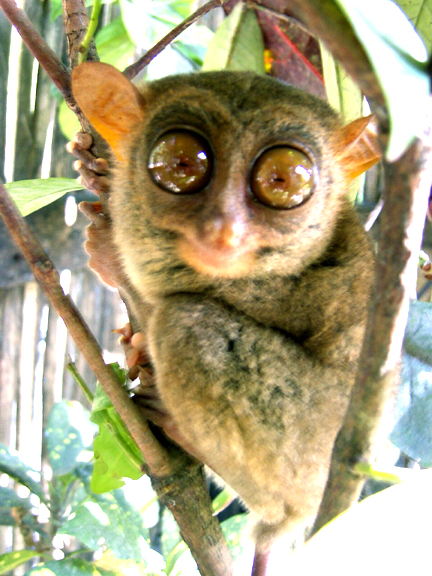
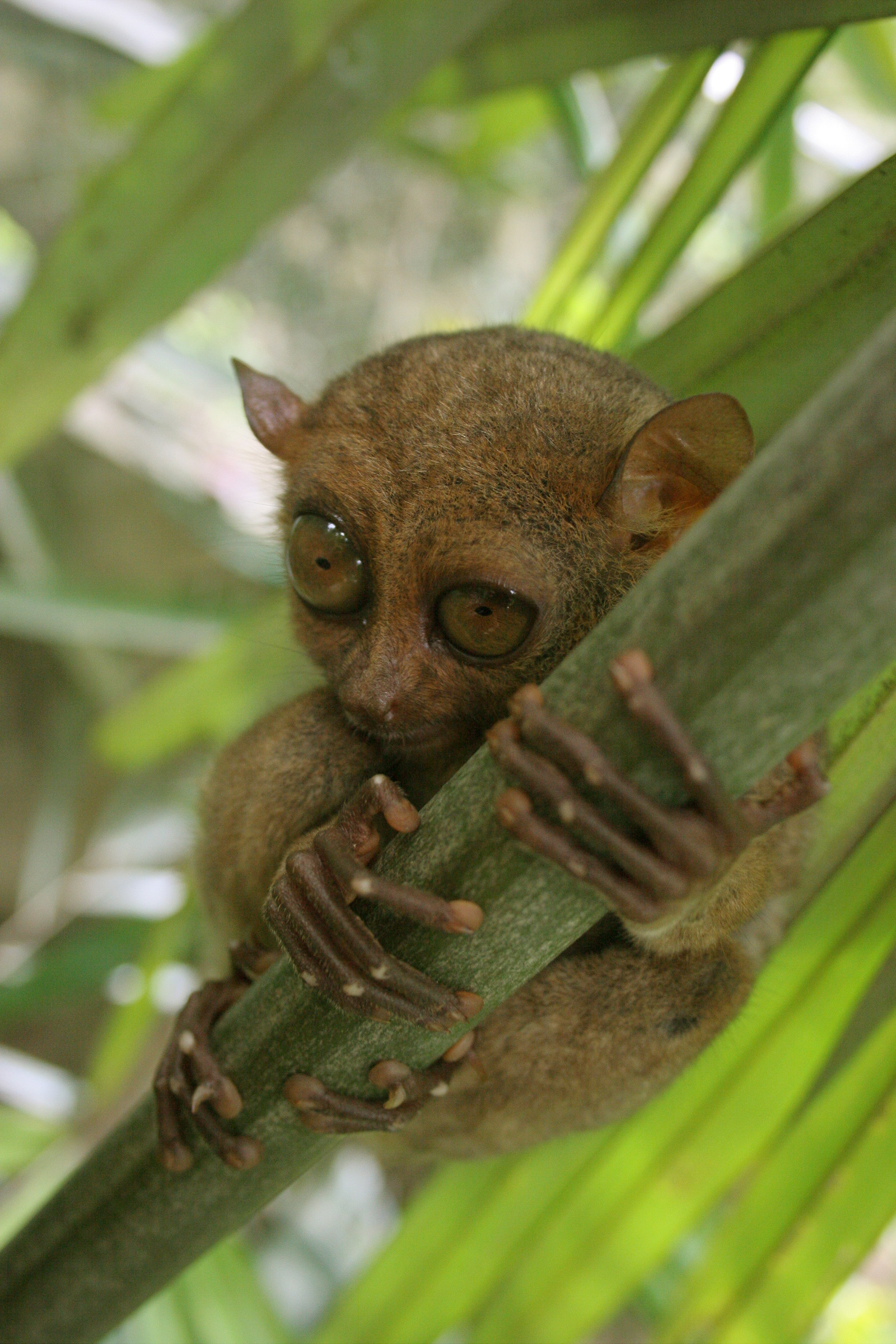
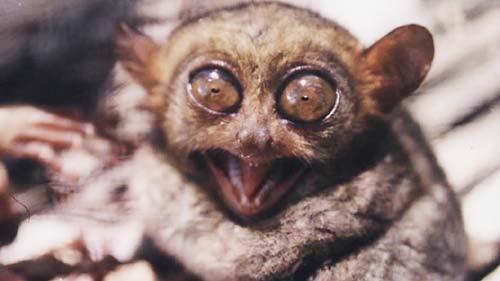
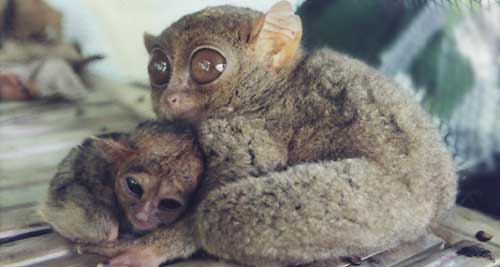
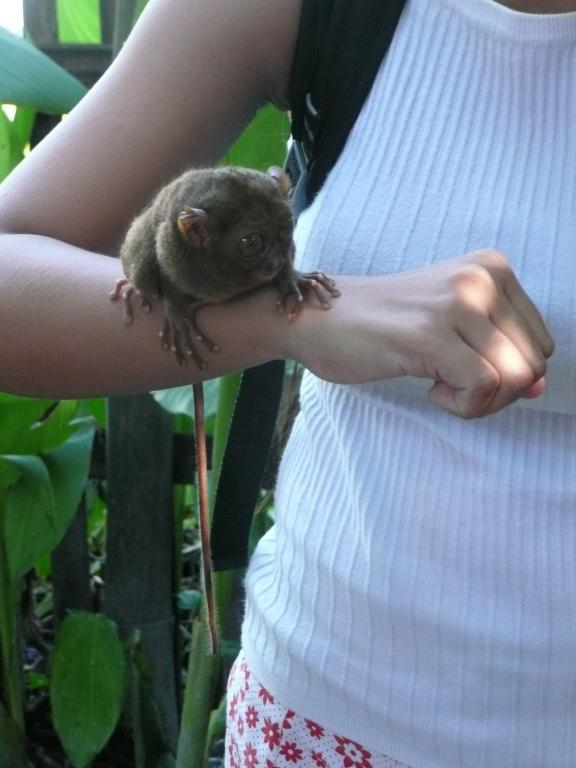